# Revere (Missouri)
Revere és una població dels Estats Units a l'estat de Missouri. Segons el cens del 2000 tenia 121 habitants.

## Demografia
Segons el cens del 2000, Revere tenia 121 habitants, 44 habitatges, i 34 famílies. La densitat de població era de 245,9 habitants per km².
Dels 44 habitatges en un 40,9% hi vivien nens de menys de 18 anys, en un 68,2% hi vivien parelles casades, en un 2,3% dones solteres, i en un 22,7% no eren unitats familiars. En el 18,2% dels habitatges hi vivien persones soles el 4,5% de les quals corresponia a persones de 65 anys o més que vivien soles. El nombre mitjà de persones vivint en cada habitatge era de 2,75 i el nombre mitjà de persones que vivien en cada família era de 3,21.
Per edats la població es repartia de la següent manera: un 32,2% tenia menys de 18 anys, un 9,9% entre 18 i 24, un 28,9% entre 25 i 44, un 21,5% de 45 a 60 i un 7,4% 65 anys o més.
L'edat mediana era de 32 anys. Per cada 100 dones de 18 o més anys hi havia 110,3 homes.
La renda mediana per habitatge era de 25.625 $ i la renda mediana per família de 29.167 $. Els homes tenien una renda mediana de 27.188 $ mentre que les dones 17.500 $. La renda per capita de la població era de 10.635 $. Entorn de l'11,1% de les famílies i el 13,4% de la població estaven per davall del llindar de pobresa.

## Poblacions més properes
El següent diagrama mostra les poblacions més properes.